# 束真葉珊瑚
束真葉珊瑚（学名：Euphyllia glabrescens）为葵珊瑚科真葉珊瑚屬下的一个种。在台灣水族觀賞市場上稱為米粉的人氣物種，國際珊瑚貿易量上也十分多。